# It's Okay (One Blood)
«It's Okay (One Blood)» — пісня американського репера The Game за участю реггі-співака Junior Reid, випущена 24 липня 2006 року як головний сингл з другого студійного альбому The Game Doctor's Advocate. Пісня спродюсована D-Roc та Reefa. Оригінальна версія пісні була випущена наприкінці січня 2011 року.

## Передісторія
Перед виходом синглу він називався просто «One Blood», і саме під такою назвою він зазвичай використовується (також слова «Blood» та «One Blood» повторюються протягом усієї пісні). У пісні є семпл «One Blood» Джуніора Ріда, який також бере участь в пісні. За словами Ріфи, продюсера пісні, зведення «One Blood» виконав Майк Дін. Частина «It's Okay» в назві пісні, а також те, як The Game каже «It's okay» в пісні, можливо, є даниною поваги пісні Junior M.A.F.I.A. «Gettin' Money (The Get Money Remix)», де The Notorious B.I.G. репує «It's okay, she was old anyway», оскільки The Game каже «It's okay» подібним чином, як The Notorious B.I.G. сказав це в своїй пісні. Кілька рядків у пісні викликали суперечки щодо того, до кого ці рядки були спрямовані: «Тобі 38, а ти все ще читаєш реп, фу» було спрямовано на Jay-Z, а також були рядки з критикою снеп-музики; «Turn on the TV and all you see is the A/You niggaz better make up a dance and try to get radio play/Keep on snapping your fingers, I ain't going away». Після того, як люди подумали, що він зробив дис на адресу Атланти, штат Джорджія, The Game пізніше в інтерв'ю на радіо HOT 107.9 уточнив, кого він мав на увазі, і сказав наступне:

У Бенкса та Бака виходять альбоми в той самий час, що і мій, розумієте, про що я? Тож я кажу їм, якщо вони цього разу намагаються продати якісь платівки, то їм краще летіти до «А» і, знаєте, щось робити, розумієте? Ви всі вигадайте танець під пісню, розумієте, про що я? Все добре. І знаєте, ще раз повторюю, чувак, я НЕ ОБРАЖАЮ «А»!

У пісні The Game згадує безліч реперів: Dr. Dre, 50 Cent, Snoop Dogg, Eazy-E, Young Jeezy, Jay-Z, Lil Jon, The Notorious B.I.G., Ice Cube, Nas та 2Pac.
Ця пісня також включена до відеогри Def Jam: Icon для PlayStation 3 та Xbox 360. The Game з'являється у відеогрі як ігровий персонаж, якого сам озвучив. Це одна з двох пісень The Game, під які він може битися.

## Музичне відео
Відеокліп вийшов 22 серпня 2006 року на BET. У відео перероблений текст пісні, щоб відповідати цензурі. У відео з'являються Juice, Ya Boy, Nu Jerzey Devil, DJ Skee, Andrew Reid, Wada Blood, Young JR, Mickey Jarrett Jr та Tyrese. Відео досягло 76-го місця в чарті BET Notarized: The Top 100 2006 року.

## Ремікси
Офіційний ремікс було випущено 7 листопада 2006 року. У ньому взяли участь 25 хіп-хоп виконавців. Вони читають реп у такому порядку:
- Jim Jones, Snoop Dogg, Nas, T.I., The Game, Fat Joe, Lil Wayne, N.O.R.E., Jadakiss, Styles P, Fabolous, Juelz Santana, Rick Ross, Twista, Tha Dogg Pound (Kurupt & Daz Dillinger), WC, E-40, Bun B, Chamillionaire, Slim Thug, Young Dro, Clipse (Pusha T & No Malice) та Ja Rule. Він триває 11 хвилин і 50 секунд[3].

Також The Game створив 3 регіональні ремікси:
- One Blood Dirty South Remix: Lil Wayne, Rick Ross, Twista, T.I., Chamillionaire, Pitbull, Slim Thug, Young Dro та Bun B. The Game тільки повторює «remix» у приспіві.
- One Blood West Coast Remix: Snoop Dogg, Tha Dogg Pound, WC, E-40, Crooked I та Glasses Malone. Містить новий куплет The Game.
- One Blood East Coast Remix: Jim Jones, Fabolous, Clipse, Juelz Santana (змінений куплет), Nas, Jadakiss, Styles P, Fat Joe, N.O.R.E. та Ja Rule. The Game тільки повторює «remix» у приспіві.

Всі ці ремікси доступні на мікстейпі Mick Boogies The Dope Game 2.
N.O.R.E. розширив свій куплет фрістайлом у мікстейпі Cocaine On Steroids. Lil Keke також зробив фрістайл на цю пісню.
Також існують інші ремікси за участю Cam'ron, Red Cafe, Hell Rell та JR Writer, Mitchy Slick.

## Список композицій

#### CD
1. «It's Okay»
2. «Dreams»

#### LP
Сторона A
1. «It's Okay» (Album version)

Сторона B
1. «Dreams» (Album version)
2. «It's Okay» (Instrumental)

## Чарти
| Чарт (2006 —2007)                         | Пікова позиція |
| ----------------------------------------- | -------------- |
| Австралія (ARIA)                          | 68             |
| Австралія (ARIA) Urban Singles            | 12             |
| Австрія (Ö3 Austria Top 75)               | 68             |
| Європа (European Hot 100 Singles)         | 49             |
| Фінляндія (Suomen virallinen lista)       | 9              |
| Німеччина (Media Control AG)              | 41             |
| Ірландія (IRMA)                           | 16             |
| Нова Зеландія (RIANZ)                     | 25             |
| Шотландія (Official Charts Company)       | 29             |
| Велика Британія (Official Charts Company) | 26             |
| Велика Британія (UK R&B Chart)            | 2              |
| США (Billboard Hot 100)                   | 71             |
| США (Hot R&B/Hip-Hop Songs) (Billboard)   | 33             |
| США (Rap Songs) (Billboard)               | 16             |
| США (Rhythmic) (Billboard)                | 34             |